# This Is It (album)
This Is It is een compilatiealbum van de Amerikaanse popster Michael Jackson en de zesde postuumuitgave door Sony en Motown sinds Jackson zijn overlijden. Op 25 oktober 2009 werd This Is It in Europa uitgegeven door platenlabels Epic Records en Sony Music. Het compilatiealbum was een groot succes en behaalde de nummer 1-positie in de hitlijsten van veertien landen, waaronder de Verenigde Staten, Frankrijk, België (Vlaanderen en Wallonië) en Nederland.
Het compilatiealbum is gelijknamig aan de concertreeks die Jackson enkele maanden voor zijn overlijden aankondigde en de film die Jacksons repetities voor de concertreeks documenteert. De concertfilm This Is It en het album This Is It werden dan ook gelijktijdig wereldwijd uitgebracht. Het compilatiealbum bevat vrijwel enkel nummers die Jackson tijdens zijn concerten zou opvoeren. Ook staan er op de tweede disc van het album enkele niet eerder uitgegeven demo's en het door Jackson voorgelezen gedicht 'Planet Earth'. 

## Achtergrond
Michael Jackson stierf op 25 juni 2009 aan een hartstilstand als gevolg van acute propofol vergiftiging. Voorafgaand aan zijn dood was Jackson bezig met de voorbereiding van zijn This Is It-concertreeks in de O2 Arena van Londen. Tijdens deze concertreeks zou Jackson van 13 juli 2009 tot en met 6 maart 2010 50 keer optreden in de uitverkochte arena. Kort na Jacksons overlijden kondigde Sony Music Entertainment aan dat zij een compilatiealbum, met daarop de soundtrack voor een documentaire over de repetities voor This Is It, zouden uitbrengen. In dezelfde aankondiging werd bevestigd dat het album op 26 oktober zou worden uitgegeven, een dag voor de première van de documentaire. Op 11 december 2019 werd via de officiële webshop van Jackson een limited edition verjaardagsboxset uitgegeven, dit ter ere van het 10-jarig jubilieum van This Is It.

## Single
Op 23 september 2009 kondigde Sony Music Entertainment aan dat het het nummer This Is It als single uitgebracht zou worden, om zowel het album als de concertfilm te promoten. Echter werd na de digitale uitgave op Jacksons website aangekondigd dat er geen fysieke uitgave van de single zou volgen. Het nummer This Is It is in 1983 geschreven door Jackson en Paul Anka en was oorspronkelijk bedoeld als duet voor Anka's Walk a Fine Line-album. Na Jacksons dood vonden zijn broers een cassette met daarop een door Jackson ingezongen demo voor het nummer. Omdat deze versie duidelijk in een niet complete staat verkeerde, besloten de broers om gezamenlijk achtergrondzang en instrumentatie toe te voegen. Uiteindelijk werd de afgemaakte versie van het nummer toegevoegd aan het album, samen met een minuut langere orkestversie.

## Tracklist
| 1.                 | Wanna Be Startin' Somethin' (van Thriller, 1982)                                     | 6:03 |
| 2.                 | Jam (van Dangerous, 1991)                                                            | 5:39 |
| 3.                 | They Don't Care About Us (van HIStory, 1995)                                         | 4:45 |
| 4.                 | Human Nature (van Thriller, 1982)                                                    | 4:06 |
| 5.                 | Smooth Criminal (van Bad, 1987)                                                      | 4:18 |
| 6.                 | The Way You Make Me Feel (van Bad, 1987)                                             | 4:59 |
| 7.                 | Shake Your Body (Down to the Ground) (7" version) (The Jacksons) (van Destiny, 1978) | 3:47 |
| 8.                 | I Just Can't Stop Loving You met Siedah Garrett) (van Bad, 1987)                     | 4:13 |
| 9.                 | Thriller (van Thriller, 1982)                                                        | 5:58 |
| 10.                | Beat It (van Thriller, 1982)                                                         | 4:18 |
| 11.                | Black or White (van Dangerous, 1991)                                                 | 4:17 |
| 12.                | Earth Song (van HIStory, 1995)                                                       | 6:47 |
| 13.                | Billie Jean (van Thriller, 1982)                                                     | 4:55 |
| 14.                | Man in the Mirror (from Bad, 1987)                                                   | 5:21 |
| 15.                | This Is It                                                                           | 3:38 |
| 16.                | This Is It (orchestra version)                                                       | 4:56 |
| Totale duur: 77:57 |                                                                                      |      |

| 1.                 | She's Out of My Life (demo)        | 3:20 |
| 2.                 | Wanna Be Startin' Somethin’ (demo) | 5:44 |
| 3.                 | Beat It (demo)                     | 2:04 |
| 4.                 | Planet Earth (poem)                | 3:15 |
| Totale duur: 14:24 |                                    |      |

| 1.                 | This Is It                         | 3:38 |
| 2.                 | This Is It (orchestra version)     | 4:56 |
| 3.                 | She's Out of My Life (demo)        | 3:20 |
| 4.                 | Wanna Be Startin' Somethin' (demo) | 5:44 |
| 5.                 | Beat It (demo)                     | 2:04 |
| 6.                 | Planet Earth (poem)                | 3:15 |
| Totale duur: 22:12 |                                    |      |

- De twee verschillende versies van het nummer This Is It waren samen met het materiaal op disc 2 online apart verkrijgbaar als Selections from Michael Jackson's This Is It. Inmiddels is deze versie van het album niet meer verkrijgbaar.
- Smooth Criminal is voor niet gespecificeerde redenen geen onderdeel van de Chinese uitgave van het album.
- In de eerste paar maanden na uitgave verkocht de Amerikaanse supermarktketen Walmart een 'eco-friendly' versie van het album. Deze versie was verpakt in milieuvriendelijk materiaal en bevatte enkel de eerste disc van het album.

## Verkoopcijfers
Zowel wereldwijd als in Nederland behaalde This Is It veel commercieel succes. In de Verenigde Staten werden in de eerste week na uitgave meer dan 373.000 exemplaren verkocht, en eindigde het album in slechts negen weken tijd als het op vier na best verkochte album van 2009. Wereldwijd eindigde het compilatiealbum als het op twee na best verkochte album van 2009 en waren er vijf maanden na uitgave meer dan vijf miljoen exemplaren verkocht. In Nederland ontving de muziek op de dvd van de This Is It concertfilm in 2010 een dubbele platinastatus voor de verkoop van meer dan 50.000 exemplaren.

## Hitlijsten

### NederlandseAlbum Top 100
This Is It was een groot succes in Nederland en behaalde bij binnenkomst op 31 oktober 2009 direct de nummer 1-positie in de Album Top 100. In totaal besteedde het album 48 weken in de hitlijst en behaalde voor het laatst een notering op 25 september 2010. Nederland is het enige land ter wereld waar This Is It meer dan één week achtereenvolgend op de nummer 1-positie van een album hitlijst heeft gestaan.
| "This Is It" in de Nederlandse Album Top 100 - binnen: 31-10-2009 | "This Is It" in de Nederlandse Album Top 100 - binnen: 31-10-2009 | "This Is It" in de Nederlandse Album Top 100 - binnen: 31-10-2009 | "This Is It" in de Nederlandse Album Top 100 - binnen: 31-10-2009 | "This Is It" in de Nederlandse Album Top 100 - binnen: 31-10-2009 | "This Is It" in de Nederlandse Album Top 100 - binnen: 31-10-2009 | "This Is It" in de Nederlandse Album Top 100 - binnen: 31-10-2009 | "This Is It" in de Nederlandse Album Top 100 - binnen: 31-10-2009 | "This Is It" in de Nederlandse Album Top 100 - binnen: 31-10-2009 | "This Is It" in de Nederlandse Album Top 100 - binnen: 31-10-2009 | "This Is It" in de Nederlandse Album Top 100 - binnen: 31-10-2009 | "This Is It" in de Nederlandse Album Top 100 - binnen: 31-10-2009 | "This Is It" in de Nederlandse Album Top 100 - binnen: 31-10-2009 | "This Is It" in de Nederlandse Album Top 100 - binnen: 31-10-2009 | "This Is It" in de Nederlandse Album Top 100 - binnen: 31-10-2009 | "This Is It" in de Nederlandse Album Top 100 - binnen: 31-10-2009 | "This Is It" in de Nederlandse Album Top 100 - binnen: 31-10-2009 | "This Is It" in de Nederlandse Album Top 100 - binnen: 31-10-2009 |
| Week:                                                             | 1                                                                 | 2                                                                 | 3                                                                 | 4                                                                 | 5                                                                 | 6                                                                 | 7                                                                 | 8                                                                 | 9                                                                 | 10                                                                | 11                                                                | 12                                                                | 13                                                                | 14                                                                | 15                                                                | 16                                                                | 17                                                                |
| ----------------------------------------------------------------- | ----------------------------------------------------------------- | ----------------------------------------------------------------- | ----------------------------------------------------------------- | ----------------------------------------------------------------- | ----------------------------------------------------------------- | ----------------------------------------------------------------- | ----------------------------------------------------------------- | ----------------------------------------------------------------- | ----------------------------------------------------------------- | ----------------------------------------------------------------- | ----------------------------------------------------------------- | ----------------------------------------------------------------- | ----------------------------------------------------------------- | ----------------------------------------------------------------- | ----------------------------------------------------------------- | ----------------------------------------------------------------- | ----------------------------------------------------------------- |
| Positie:                                                          | 1                                                                 | 1                                                                 | 2                                                                 | 4                                                                 | 4                                                                 | 4                                                                 | 6                                                                 | 11                                                                | 10                                                                | 10                                                                | 12                                                                | 14                                                                | 16                                                                | 16                                                                | 19                                                                | 19                                                                | 17                                                                |
| Week                                                              | 18                                                                | 19                                                                | 20                                                                | 21                                                                | 22                                                                | 23                                                                | 24                                                                | 25                                                                | 26                                                                | 27                                                                | 28                                                                | 29                                                                | 30                                                                | 31                                                                | 32                                                                | 33                                                                | 34                                                                |
| Nummer                                                            | 10                                                                | 12                                                                | 24                                                                | 27                                                                | 36                                                                | 39                                                                | 44                                                                | 47                                                                | 54                                                                | 70                                                                | 65                                                                | 62                                                                | 82                                                                | 92                                                                | 90                                                                | 40                                                                | 55                                                                |
| Week                                                              | 35                                                                | 36                                                                | 37                                                                | 38                                                                | 39                                                                | 40                                                                | 41                                                                | 42                                                                | 43                                                                | 44                                                                | 45                                                                | 46                                                                | 47                                                                | 48                                                                |                                                                   |                                                                   |                                                                   |
| Nummer                                                            | 39                                                                | 33                                                                | 44                                                                | 75                                                                | 50                                                                | 60                                                                | 53                                                                | 54                                                                | 68                                                                | 85                                                                | 76                                                                | 71                                                                | 78                                                                | 99                                                                | uit                                                               |                                                                   |                                                                   |

### VlaamseUltratop 200Albums
Ook in Vlaanderen behaalde This Is It veel succes en spendeerde het album in totaal 59 weken in de Ultratop 200 Albums. Net zoals in Nederland besteedde het album twee weken aan de top van de hitlijst, echter was dit hier niet achtereenvolgend.
| "This Is It" in de Vlaamse Ultratop 200 Albums - binnen: 30-10-2009 | "This Is It" in de Vlaamse Ultratop 200 Albums - binnen: 30-10-2009 | "This Is It" in de Vlaamse Ultratop 200 Albums - binnen: 30-10-2009 | "This Is It" in de Vlaamse Ultratop 200 Albums - binnen: 30-10-2009 | "This Is It" in de Vlaamse Ultratop 200 Albums - binnen: 30-10-2009 | "This Is It" in de Vlaamse Ultratop 200 Albums - binnen: 30-10-2009 | "This Is It" in de Vlaamse Ultratop 200 Albums - binnen: 30-10-2009 | "This Is It" in de Vlaamse Ultratop 200 Albums - binnen: 30-10-2009 | "This Is It" in de Vlaamse Ultratop 200 Albums - binnen: 30-10-2009 | "This Is It" in de Vlaamse Ultratop 200 Albums - binnen: 30-10-2009 | "This Is It" in de Vlaamse Ultratop 200 Albums - binnen: 30-10-2009 | "This Is It" in de Vlaamse Ultratop 200 Albums - binnen: 30-10-2009 | "This Is It" in de Vlaamse Ultratop 200 Albums - binnen: 30-10-2009 | "This Is It" in de Vlaamse Ultratop 200 Albums - binnen: 30-10-2009 | "This Is It" in de Vlaamse Ultratop 200 Albums - binnen: 30-10-2009 | "This Is It" in de Vlaamse Ultratop 200 Albums - binnen: 30-10-2009 | "This Is It" in de Vlaamse Ultratop 200 Albums - binnen: 30-10-2009 | "This Is It" in de Vlaamse Ultratop 200 Albums - binnen: 30-10-2009 | "This Is It" in de Vlaamse Ultratop 200 Albums - binnen: 30-10-2009 | "This Is It" in de Vlaamse Ultratop 200 Albums - binnen: 30-10-2009 | "This Is It" in de Vlaamse Ultratop 200 Albums - binnen: 30-10-2009 | "This Is It" in de Vlaamse Ultratop 200 Albums - binnen: 30-10-2009 | "This Is It" in de Vlaamse Ultratop 200 Albums - binnen: 30-10-2009 |
| Week:                                                               | 1                                                                   | 2                                                                   | 3                                                                   | 4                                                                   | 5                                                                   | 6                                                                   | 7                                                                   | 8                                                                   | 9                                                                   | 10                                                                  | 11                                                                  | 12                                                                  | 13                                                                  | 14                                                                  | 15                                                                  | 16                                                                  | 17                                                                  | 18                                                                  | 19                                                                  | 20                                                                  | 21                                                                  | 22                                                                  |
| ------------------------------------------------------------------- | ------------------------------------------------------------------- | ------------------------------------------------------------------- | ------------------------------------------------------------------- | ------------------------------------------------------------------- | ------------------------------------------------------------------- | ------------------------------------------------------------------- | ------------------------------------------------------------------- | ------------------------------------------------------------------- | ------------------------------------------------------------------- | ------------------------------------------------------------------- | ------------------------------------------------------------------- | ------------------------------------------------------------------- | ------------------------------------------------------------------- | ------------------------------------------------------------------- | ------------------------------------------------------------------- | ------------------------------------------------------------------- | ------------------------------------------------------------------- | ------------------------------------------------------------------- | ------------------------------------------------------------------- | ------------------------------------------------------------------- | ------------------------------------------------------------------- | ------------------------------------------------------------------- |
| Positie:                                                            | 1                                                                   | 2                                                                   | 1                                                                   | 2                                                                   | 3                                                                   | 3                                                                   | 3                                                                   | 2                                                                   | 2                                                                   | 4                                                                   | 3                                                                   | 3                                                                   | 4                                                                   | 2                                                                   | 3                                                                   | 2                                                                   | 3                                                                   | 3                                                                   | 3                                                                   | 3                                                                   | 6                                                                   | 8                                                                   |
| Week:                                                               | 23                                                                  | 24                                                                  | 25                                                                  | 26                                                                  | 27                                                                  | 28                                                                  | 29                                                                  | 30                                                                  | 31                                                                  | 32                                                                  | 33                                                                  | 34                                                                  | 35                                                                  | 36                                                                  | 37                                                                  | 38                                                                  | 39                                                                  | 40                                                                  | 41                                                                  | 42                                                                  | 43                                                                  | 44                                                                  |
| Positie:                                                            | 8                                                                   | 12                                                                  | 12                                                                  | 17                                                                  | 12                                                                  | 16                                                                  | 22                                                                  | 34                                                                  | 34                                                                  | 42                                                                  | 47                                                                  | 57                                                                  | 23                                                                  | 21                                                                  | 28                                                                  | 30                                                                  | 30                                                                  | 30                                                                  | 24                                                                  | 27                                                                  | 20                                                                  | 31                                                                  |
| Week:                                                               | 45                                                                  | 46                                                                  | 47                                                                  | 48                                                                  | 49                                                                  | 50                                                                  | 51                                                                  | 52                                                                  |                                                                     | 53                                                                  |                                                                     | 54                                                                  | 55                                                                  | 56                                                                  |                                                                     | 57                                                                  |                                                                     | 58                                                                  |                                                                     | 59                                                                  |                                                                     |                                                                     |
| Positie:                                                            | 27                                                                  | 42                                                                  | 45                                                                  | 59                                                                  | 70                                                                  | 45                                                                  | 55                                                                  | 83                                                                  | uit                                                                 | 98                                                                  | uit                                                                 | 57                                                                  | 74                                                                  | 87                                                                  | uit                                                                 | 96                                                                  | uit                                                                 | 98                                                                  | uit                                                                 | 171                                                                 | uit                                                                 |                                                                     |